# Ana Falú
Ana Falú   (San Miguel de Tucumán, 1947) és una arquitecta argentina activista social pels drets humans i pels drets de les dones. Ha estat directora regional d'UNIFEM (avui part d'ONU Dones) per a la Regió Andina (2002-04) i per a Brasil i països del Con Sud (2004-2009). Actualment és investigadora i professora a la Universitat Nacional de Córdoba, en la qual és directora de l'INVIHAB -Institut de Recerca de l'Habitatge i Hàbitat-. En el camp de l'acció feminista va impulsar nombroses iniciatives institucionals i va contribuir des de l'inici a instal·lar els drets de les dones a la ciutat, a l'habitatge i a l'hàbitat. És cofundadora de la Xarxa Dona i Hàbitat d'Amèrica Llatina, de CISCSA, del PIEMG en la UNC, de l'Articulació Feminista Marcosur, entre altres espais d'acció a favor dels drets de les dones. El 2013 obtingué el Premi Trajectòria Feminista al costat d'altres dones argentines.

## Biografia
Ana Falú va estudiar arquitectura a la seva ciutat natal, Tucumán, en la Facultat d'Arquitectura de la Universitat Nacional de Tucumán. Es graduà pocs mesos abans del cop d'estat a Argentina de 1976. Aquest esdeveniment va marcar la seva vida, ja que poc de temps després va haver de deixar el país, al costat del seu marit i dos fills: viatjà primer a Brasil i després, a causa del pla Còndor, a Holanda. Falú es va involucrar en política des d'estudiant, en grups interessats per les condicions de vida dels sectors més pobres de la població, recorrent viles i barris sense condicions d'habitabilitat. Això li va servir per iniciar el treball sobre habitatge social i les condicions de l'hàbitat. En el seu projecte de final de carrera va desenvolupar uns habitatges per a una cooperativa sucrera en què a més plantejava, amb tecnologies de baix cost, l'aprofitament de la remolta de la canya com a material per fer panells prefabricats.

## Trajectòria
A Holanda va realitzar un diplomat en habitatge social en el Departament d'estudis internacionals del Bouwkunde de la Universitat de Delft. Va continuar estudiant assentaments precaris o informals, centrant-se en qüestions lligades a la tinença de la terra, als serveis i infraestructures, entenent que les persones poden construir els seus habitatges però no poden resoldre les infraestructures, encara menys quan són ocupacions en terrenys perifèrics o rurals. La seva tesi es va denominar Low Income Housing and Infraestructure.
A l'Escola d'Arquitectura de Delft va treballar com a professora en una secció de la facultat denominada del “Tercer món”. En aquesta institució farà la seva tesi doctoral sobre habitatge social a Holanda.
A principis dels 80 es va traslladar a l'Equador amb un treball de tècnica de cooperació internacional holandesa. La conjugació de diferents experiències li fa començar a treballar amb la relació entre dona i hàbitat. El treball de cooperació va ser la construcció d'unes vil·les residencials a l'Amazones equatorià per a les famílies dels treballadors del petroli. Aquest treball, el va fer conjuntament amb Fernando Chaves i Carlos Ríos, que van definir el sistema constructiu amb les fustes de la zona, i ella es va encarregar de la definició del projecte.
Els anys a l'Equador van ser d'intensa militància feminista. Es va vincular al moviment feminista del país, amb qui van anar a les primeres trobades de dones feministes d'Amèrica Llatina i Carib. Des de llavors la militància política en el feminisme transversaliza totes les seves facetes professionals i personals. Les implicacions del feminisme van donar lloc a altres temes com polítiques locals d'hàbitat i dones, convocada per María Arboleda per a un grup d'estudi amb el qual van construir un armat teòric conceptual sobre dona i hàbitat i un treball per a polítiques per a una ciutat sense violència contra les dones. Treballant amb Nacions Unides va conèixer governs i sobretot organitzacions de dones en tota Amèrica Llatina, la qual cosa la va portar a ser convidada a concursar per a la direcció d'UNIFEM a la regió andina, lloc en el qual va estar del 2002 al 2004 i per a Brasil i països del Con Sud (2004-2009). El treball en l'ONU li va permetre instal·lar més de 10 programes a la regió, un dels més importants fou el de ciutats sense violència per a les dones, ciutats més segures per a tots. Aquest programa va ser pioner i va servir per a inspirar altres programes globals.
Des de 2009 va tornar a Córdoba a la universitat i a la recerca, on dirigeix l'Institut d'Habitatge i Hàbitat de la Facultat d'Arquitectura i Urbanisme de la Universitat Nacional de Córdoba i hi fa classes.
La seva connexió amb Nacions Unides es manté i en l'actualitat (2015) forma part de l'AGGI, que és el grup assessor en gènere d'ONU Hàbitat i des del qual coordina el nucli de gènere de les universitats.

## Obres
- Women in the city on Violence and Rights.  Chile: Women and Habitat Network of Latin America - Editions Sur, Chile, 2009. ISBN 978-956-208-086-6.
- Retratos de las desigualdades.  Brasil: Instituto de Pesquisa Económica Aplicada (Ipea) y UNIFEM, 2008.
- Bordes e intersticios urbanos impacto de la globalización.  TU Delft, Universidad Nacional de Córdoba, Argentina y Universidad de Valparaíso, Chile, 2007. ISBN 9081195212.
- Ciudades para convivir.  Santiago de Chile: Ediciones Sur, 2007. ISBN 978-956-208-077-4.
- Ciudades para varones y mujeres. Herramientas para la acción.  CISCSA-UNIFEM Red Mujer y Hábitat América Latina, 2002 [Consulta: 16 novembre 2015]. Arxivat 2015-03-27 a Wayback Machine.
- Ciudad y vida cotidiana. Asimetrías en el uso del tiempo y del espacio.  Córdoba: SECYT-UNC, 2002. ISBN 950-33-0356-7.
- Globalización Forma urbana y Gobernabilidad.  Córdoba: TU Delft. Universidad Nacional de Córdoba, Instituto Investigación de Vivienda y Hábitat. Imprenta de la UNC, 2001. ISBN 987-544-026-4.
- Reestructuración del Estado y política de vivienda en Argentina.  Buenos Aires: Centro de Estudios Avanzados, 1997.